# Gager
Gager est une ancienne commune sur l'île de Rügen, dans l'arrondissement de Poméranie-Occidentale-Rügen, Land de Mecklembourg-Poméranie-Occidentale.

## Géographie
Gager se situe sur la péninsule de Mönchgut, au sud-est de l'île, sur la côte sud de la Hagensche Wiek et sur la côte nord du Zicker See ainsi qu'au nord-est de la baie de Greifswald.
La commune comprend le quartier de Groß Zicker. Une grande partie se trouve à l'intérieur de la réserve de biosphère du sud-est de Rügen.

## Histoire
L'église est construite vers 1350.

## Culture
En 1980, le film Die 3 anderen Jahreszeiten est tourné dans toute la commune avec l'aide de ses habitants.
Les plans extérieurs de La lumière bleue comprennent des paysages de Gager.